# Mazda MX-81 Aria
La Mazda MX-81 Aria est un concept-car du constructeur automobile japonais Mazda, présenté au salon de Tokyo en 1981.
Elle est dessinée par Bertone autour de la mécanique de la Mazda 323 et est motorisée par le 4 cylindres turbo de 130 ch,.